# Vàlvula de control

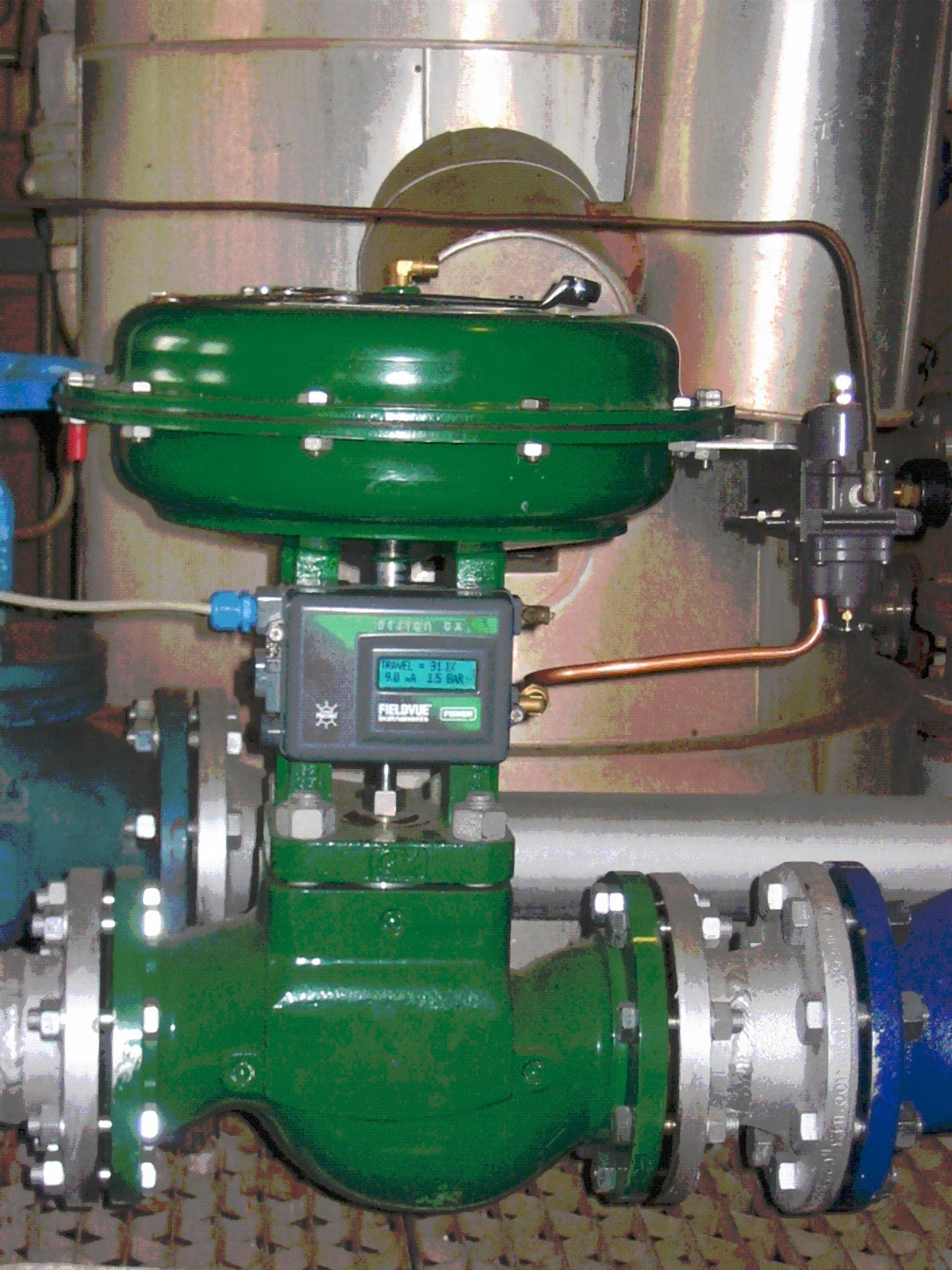
Vàlvula de control de globus amb actuador de diafragma pneumàtic i posicionador "intel·ligent"

Una vàlvula de control o vàlvula de regulació és una vàlvula usada per controlar el flux d'un fluid, comportant-se com un orifici d'àrea contínuament variable, que modifica la pèrdua de càrrega, en funció del senyal d'un controlador. Això permet el control del cabal i el consegüent control de les variables del procés tals com: pressió, temperatura i nivell.
En la terminologia de la tècnica de Regulació i control, la vàlvula és l'òrgan de control o element de control final.

## Estructura d'una vàlvula

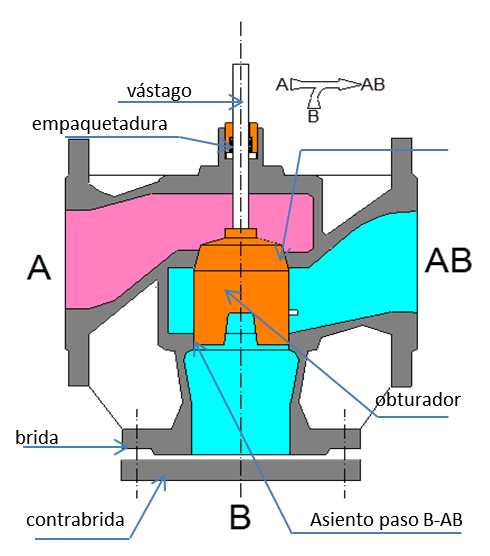
Parts d'una vàlvula de tres vies

Bàsicament consten d'un cos que allotja en el seu interior l'obturador i els seients i externament es tenen brides o rosques per al seu acoblament a la canonada i/o subjecció. Cada Vàlvula ha de resistir la temperatura i la pressió del fluid sense pèrdues, han de tenir una grandària adequada per al cabal a controlar i han de resistir l'erosió o corrosió produïda pel fluid. Solen ser de ferro, acer o acer inoxidable i últimament comencen a realitzar-se amb materials termoplàstics.
L'obturador pot tenir desplaçament lineal o rotatiu i realitza la funció de control de pas del fluid. Tant ell com els seients solen estar realitzats amb acer inoxidable. En algunes vàlvules s'utilitzen obturadors i seients ceràmics.
Quan la vàlvula s'acciona mitjançant l'actuador, ja sigui mecànic, pneumàtic, electric o servocontrolat, es produeix una modificació en el cabal de l'aigua, vapor o fluid, aconseguint així la regulació de la variable de procés.

## Tipus de vàlvules segons el seu ús
La varietat de vàlvules en funció del disseny del cos i al moviment del obturador és enorme. Aquí ens limitarem als tipus genèrics mes usats. En principi es distingeix entre vàlvules de dues, tres i quatre vies.
Les vàlvules de dues vies s'utilitzen principalment en instal·lacions de cabal variable i les de tres vies en instal·lacions de cabal constant i temperatura variable. En realitat aquesta és una definició massa simplista, però pot servir com a punt de partida.

### Vàlvules de dues vies
vàlvules de con i seient. Aquest tipus de vàlvules estan previstes per treballar amb un sentit del fluid que tendeixi a aixecar el con. L'altre sentit té el risc de provocar vibracions del con sobre el seient quan la vàlvula està prop del tancament, ja que la força sobre l'obturador augmenta quan la vàlvula tanca i l'obturador tendeix a desplaçar-se més del que ho faria normalment. Aquestes vàlvules precisen d'un actuador de gran grandària perquè l'obturador tanqui en contra de la pressió diferencial del procés, per la qual cosa es fan servir quan la pressió del fluid és baixa.
Existeix un altre tipus de vàlvules que es denominen vàlvules de doble seient. Aquests seients estan sotmesos a dues forces hidràuliques oposades, per la qual cosa la força exercida sobre l'eix es redueix. S'utilitzen quan la pressió diferencial és molt alta, encara que no són molt estanques.
Les vàlvules de papallona s'utilitzen per a seccions altes de pas, en instal·lacions de gran potència. Aquestes vàlvules consisteixen en un disc connectat amb un eix diametral que regula el pas del fluid per la canonada.
Existeixen dos tipus de discos: el de forma circular, que tanca verticalment i el de forma el·líptica, que tanca entre 10º i 15º a partir de la vertical (aconseguint un tancament estanc).
Les vàlvules de papallona poden acoblar-se amb actuadors de tipus manual o automàtic i s'utilitzen exclusivament per a serveis tot-gens, com és l'aïllament d'aparells i accessoris.
Les vàlvules de bola consten d'un obturador esfèric que controla el cabal que passa a través de la vàlvula. Aquest obturador aconsegueix un tancament hermètic i un control precís del cabal en instal·lacions amb grans pressions i cabals. No obstant això, per a petits cabals, regulen solament en el 20 % del seu recorregut, la qual cosa les fa poc adequades.
També existeixen les vàlvules de bola caracteritzades, en les quals les vores de la bola tenen una forma d'entalladura que millora la regulació del cabal i les fa vàlides per a una àmplia gamma de cabals.
Altres tipus de vàlvules són les vàlvules en angle (per a fluids que continguin partícules sòlides en suspensió), vàlvules tipus I (per a aplicacions criogèniques o de metalls líquids), vàlvules de compressió (per a maneig de fluids negres o corrosius) i vàlvules de flux axial (utilitzada per a gasos)

### Vàlvules de tres vies
A les vàlvules de tres vies, a més de les vàlvules de con i seient ja esmentades, els cossos de les vàlvules poden ser de diversos tipus:
Les vàlvules de sector de tres vies, regulen per rotació de l'eix. Un gir de 90° fa recórrer a l'obturador tota la seva carrera. L'obturador, aquí anomenat sector, per la seva forma, està mecanitzat de tal forma que s'obté una característica d'igual percentatge. L'estanquitat d'aquestes vàlvules és pitjor que les de con i seient, però el seu preu es molt inferior, la qual cosa ha estès molt el seu ús.
Les vàlvules de bola de tres vies són similars a les de dues vies.
Les vàlvules de tres vies segons la seva funció, poden ser de dos tipus:
- Mescladores: permeten barrejar proporcionalment els fluids d'entrada per la via directa i per la de by pass, amb la fi, normalment, de variar la seva temperatura.
- Diversores: permeten desviar el flux d'un fluid, totalment o parcialment.

Les vàlvules porten gravades les indicacions per al seu muntatge, de qualsevol de les dues formes reflectides en la figura superior; Les fletxes d'una vàlvula mescladora, indiquen que aquesta té dues entrades i una sortida comuna, mentre que a la vàlvula diversora indiquen una entrada comuna i dues sortides. També s'utilitzen les lletres: La lletra A indica la via directa, La B la de bypass i la AB és la boca comuna.
La vàlvula de tres vies mescladora és la més utilitzada, ja que depenent de la seva posició respecte de la bomba de circulació pot fer les dues funcions i generalment en millors condicions de treball que la diversora.

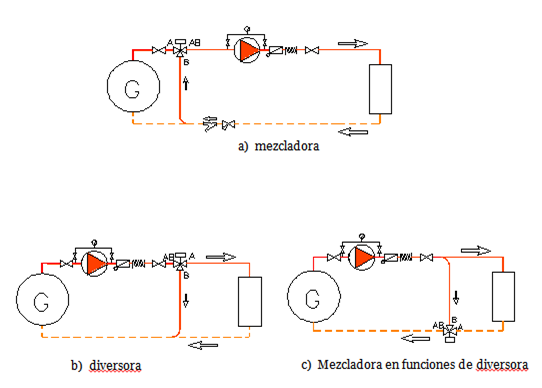
Funcions de vàlvula de tres vies mescladora

A la figura trobem tres posicions clàssiques d'una vàlvula de tres vies:
a): Vàlvula mescladora: situada aigües amunt de la bomba de circulació, Per la boca A arriba aigua calenta del generador, per la B aigua de la tornada. La mescla d'ambdues surt per la boca comuna AB.
b): Vàlvula diversora: La vàlvula està situada aigües avall de la bomba, la qual impulsa sobre la boca comuna. El flux es derivarà en funció de l'obertura cap a A o cap a B. Fixis que la vàlvula té una entrades i dues sortides.
c): Mescladora en funcions de diversora: Si la boca B està tancada i l'A oberta, el flux passarà a través de la unitat terminal, si la B està oberta el flux retornarà al generador .
Aquestes vàlvules estan pensades per a la regulació de la temperatura de sortida a una instal·lació de calefacció, al mateix temps que s'eleva la temperatura de retorn a la caldera. Són vàlvules de sector com les de tres vies, que realitzen la seva carrera total amb una rotació de l'eix de 90 graus.

## Grandària i connexió
Altres característiques a considerar d'una vàlvula són el tipus de connexió i la seva grandària, determinat pel seu diàmetre nominal.
La connexió pot fer-se mitjançant rosca per a vàlvules de fins a 65 mm de diàmetre nominal (DN65) o amb brides, junta i cargols per a diàmetres majors.
El diàmetre nominal d'una vàlvula representa el diàmetre interior en mm de la canonada a la qual s'acobla. Correspon, per punt, a l'escala normalitzada per a canonades

## Característica d'una vàlvula
L'obturador determina la característica de cabal de la vàlvula, és a dir, la relació que existeix entre la seva posició (% del grau d'obertura) i el % del cabal de pas del fluid. L'elecció de la característica té una gran influència en l'estabilitat del procés, ja que representa el guany de la vàlvula en relació amb la carrera.
Les corbes característiques donen el cabal que flueix a través de la vàlvula sota una pressió diferencial constant. Les més significatives són les de velocitat d'obertura, la lineal i la isoporcentual. Aquestes corbes característiques s'obtenen en funció del mecanitzant de l'obturador perquè en variar la carrera, espai de pas entre l'obturador i el seient configuri el cabal de pas.
- Característica lineal: el cabal a través de la vàlvula és directament proporcional al grau d'obertura. Amb una pèrdua de càrrega constant el guany de la vàlvula és igual per a tots els cabals.

La potència d'un bescanviador de calor i el seu cabal circulant tenen una relació logarítmica, amb aquest tipus de vàlvules ocorrerà que per a càrregues petites una lleugera obertura de la vàlvula produirà un augment considerable de la potència amb el consegüent risc d'inestabilitat en el bucle de regulació. La relació matemàtica d'aquesta característica és:
{\displaystyle q=K.A+q_{0}}
On {\displaystyle q} és el cabal per a pèrdua de càrrega constant, {\displaystyle A} és l'obertura de la vàlvula, {\displaystyle q_{0}} és el cabal de perdues per a pèrdua de càrrega constant i {\displaystyle K} és el guany o constant de proporcionalitat que relaciona les unitats i marge d'obertura de la vàlvula amb les unitats i marge del cabal.
- Característica isoporcentual: Per evitar el problema que planteja la característica lineal s'utilitzen vàlvules amb característica logarítmica o isoporcentual.

L'objectiu final és que les corbes característiques dels bescanviadors es compensin amb les corbes de les vàlvules, aconseguint una proporcionalitat constant entre el grau d'obertura i la calor emesa pel bescanviador.

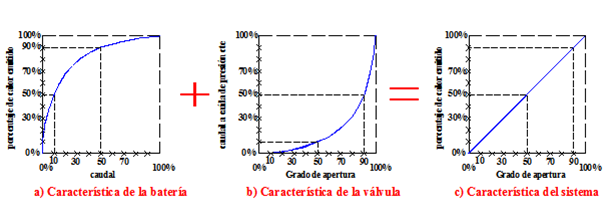
Compensació de característiques

Com es pot veure en la figura b), quan la vàlvula obre al 50 % del seu recorregut, deixa passar el 10 % de cabal. En a) es comprova que el 10 % de cabal suposa el 50 % de la potència. Ambdues es compensen obtenint una relació lineal entre l'obertura de la vàlvula i la potència emesa. La relació matemàtica d'aquesta característica és variable en funcio del disseny o fabricant, la més coneguda és l'anomenada exponencial o logarítmica, també coneguda com d'igual percentatge.
{\displaystyle q=q_{0}.e^{a.A}=q_{0}.e^{A{\Big (}lnC_{r}/100{\Big )}}}
on {\displaystyle A} és l'obertura de la vàlvula i {\displaystyle a} depèn del camp de reglatge {\displaystyle Cr} de la vàlvula.
Tenint en compte la funció exponencial, de la característica teòrica, per a un grau d'obertura zero, no s'obté un cabal zero, sinó un valor positiu. Aquest cabal de fugida amb la vàlvula tancada és inadmissible, per la qual cosa els fabricants modifiquen lleugerament la característica teòrica per aconseguir l'estanqueïtat en el tancament.
Això elimina l'inconvenient del cabal de fuga, però fa que aquest cabal inicial no sigui controlable. La relació entre el cabal màxim i el mínim controlable es diu camp de reglatge {\displaystyle Cr} i és un valor donat pel fabricant en funció de la tolerància de fabricació.

## Dimensionament: coeficient Kv i autoritat
El funcionament d'una vàlvula de regulació consisteix a crear una pèrdua de càrrega puntual que faci variar el cabal hidràulic fins al valor requerit. La relació entre el cabal i la pèrdua de càrrega creada, ve donada per:
{\displaystyle K_{v}=q.{\sqrt {\frac {\rho }{1000.\Delta p}}}}
{\displaystyle K_{v}} depèn de la secció de pas de la vàlvula i es pot comprovar que té dimensions de superfície ({\displaystyle L^{2}}), encara que a la pràctica es defineix com el cabal d'aigua en m3/h que passa a través de la vàlvula amb una obertura donada i amb una pressió diferencial d'1 bar. Quan el fluid és aigua, amb les unitats aquestes, la fórmula general per Kv se simplifica:
{\displaystyle K_{v}={\frac {Q}{\sqrt {\Delta p}}}}
El valor màxim de {\displaystyle K_{v}} s'obté amb la vàlvula totalment oberta i llavors se l'anomena {\displaystyle K_{vs}}, Aquest valor és el que dona el fabricant per a cada vàlvula i com ja s'ha dit, expressa el cabal que passa per la vàlvula totalment oberta quan entre les seves dues boques hi ha una pressió diferencial de 100 kPa.
En els processos a controlar, al 100 % de la càrrega haurà de circular el cabal nominal i la vàlvula, si tot és correcte, haurà d'estar completament oberta i tenir una pressió diferencial que es correspongui amb la instal·lació. El cabal en tots els casos serà ben conegut, però la pressió diferencial aplicada a la vàlvula depèn principalment de l'altura manométrica real de la bomba i de la pèrdua de càrrega de la instal·lació.

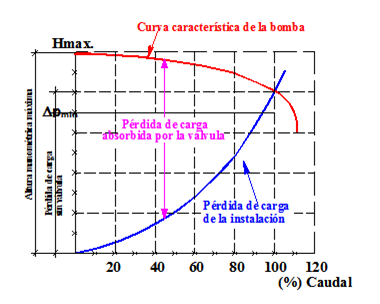
Pèrdua de càrrega absorbida per la vàlvula de control

Suposant un circuit format per una bomba centrífuga, una vàlvula de control i la canonada corresponent. Els paràmetres de la bomba i la pèrdua de càrrega absorbida pel sistema, varien segons el grau d'obertura de la vàlvula. A cada moment, la diferència entre l'altura manométrica de la bomba i la pèrdua de càrrega de la canonada en variar el cabal, correspon a la pèrdua de càrrega absorbida per la vàlvula, que augmenta en disminuir el cabal.
Aquesta variació de la pressió diferencial fa que la característica real de la vàlvula es deformi en relació amb la teòrica, ja que aquesta es generava considerant una pressió constant a l'entrada de la vàlvula. L'amplitud de la deformació depèn de la relació que hi ha entre {\displaystyle \Delta p_{min}} i {\displaystyle \Delta p_{max}} i es diu autoritat de la vàlvula
{\displaystyle \mathrm {B} ={\frac {\Delta p_{min}}{\Delta p_{max}}}}
La característica teòrica de la vàlvula es tindrà amb una autoritat igual a 1, és a dir, sense variació en la pressió diferencial. A mesura que disminueix aquesta relació, l'autoritat comença a decréixer, la corba de la vàlvula es modifica allunyant-se cada vegada més de la línia teòrica. Si el cabal de la instal·lació s'ha sobredimensionat, la característica es deforma encara més. La disminució de l'autoritat real respecte de la teòrica, ve donada per la relació:
{\displaystyle \mathrm {B} _{real}={\frac {\mathrm {B} }{S_{q}^{2}}}}
En la qual {\displaystyle S_{q}} és el coeficient de sobrecaudal. Quan{\displaystyle S_{q}=1}, l'autoritat real és igual a la teòrica.
També es pot seleccionar la vàlvula mitjançant àbacs facilitats pels fabricants, en els quals es tria una vàlvula que el seu {\displaystyle K_{vs}} sigui immediatament inferior al teòric calculat. Serà molt freqüent que la mesura de la vàlvula de regulació sigui inferior a la de la canonada, encara que no té perquè ser una norma. De qualsevol forma, la grandària de la vàlvula no ha de ser inferior al de la meitat de la grandària de la canonada amb la finalitat d'evitar la producció de sorolls.

## Operació
L'obertura o el tancament de les vàlvules de control automàtic es realitza normalment mitjançant actuadors elèctrics, hidràulics o pneumàtics. Normalment, amb una vàlvula moduladora o servocontrolada, que pot ajustar-se a qualsevol posició entre completament oberta i completament tancada, s'utilitzen posicionadors de vàlvula per assegurar que la vàlvula aconsegueixi el grau d'obertura desitjat.
Normalment s'usen les vàlvules accionades per aire a causa de la seva simplicitat, ja que només requereixen un subministrament d'aire comprimit, mentre que les vàlvules accionades elèctricament requereixen cablejat addicional i engranatge de commutació, i les vàlvules accionades hidràulicament requereixen línies de subministrament i tornada d'alta pressió per al fluid hidràulic.
Els senyals de control pneumàtiques es basen tradicionalment en un rang de pressió de 3-15 psi (0.2-1.0 bar), o també sovint, un senyal elèctric de 4-20 mA per a la indústria, o de 0-10 V per a sistemes HVAC. Els controls elèctrics actuals inclouen sovint un senyal de comunicació "Smart" superposada al corrent de control de 4-20 mA, de manera que l'estat i verificació de la posició de la vàlvula poden ser retornades al controlador. El HART, Fieldbus Foundation i Profibus són els protocols més comuns.